# Laura Devon
Laura Devon

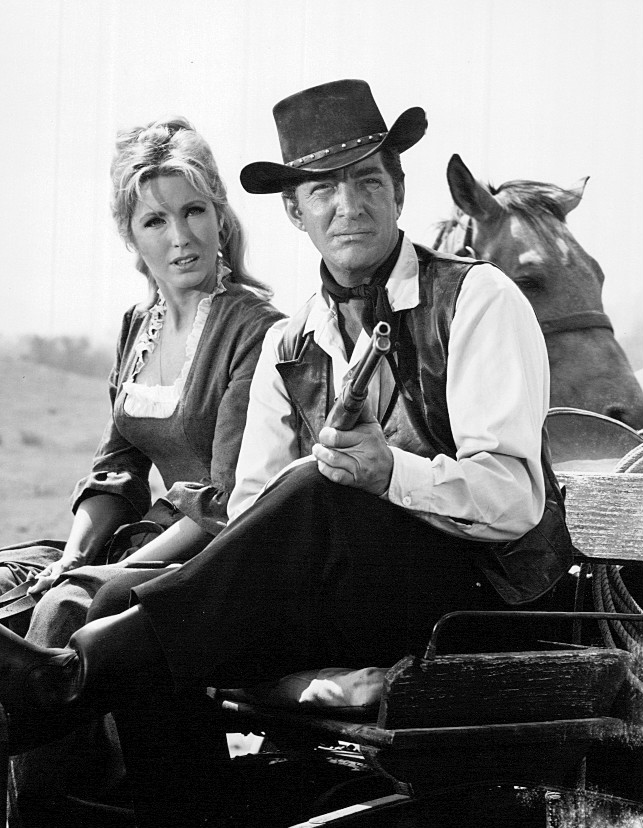
Devon y Dean Martin en Rawhide (1964)

(23 de mayo de 1931 – 19 de julio de 2007) fue una actriz, cantante y modelo estadounidense.

## Biografía

### Inicios
Nacida en Chicago, Illinois, su verdadero nombre era Mary Lou Briley o Mary Laura Briley. Su padre era Merrill Devon, ingeniero de automóviles, y su madre Velma Prather.
Cursó estudios en Chicago y en Grosse Pointe. Ingresó en la Universidad Estatal Wayne, estudiando periodismo y ciencias políticas, y aprendiendo a actuar en producciones estudiantiles.
En 1954 dio a luz a su único hijo, Kevin Jarre, que fue un destacado guionista. Tras haber actuado en obras teatrales de aficionados, así como en ópera ligera, consiguió su primer papel como profesional en una producción de The Boy Friend representada en el Vanguard Playhouse de Detroit.

### Carrera como actriz
En 1961, Laura Devon fue descubierta por Bob Goldstein, de 20th Century Fox, mientras cantaba en el London Chop Shop, en Detroit. Gracias a ello, Devon tuvo la oportunidad de actuar en cinco largometrajes cinematográficos.
Durante un período de siete años (1960-1967) la actriz participó en numerosas producciones televisivas. Su primer papel destacado en TV llegó en 1962 en la serie Route 66. Más adelante actuó en Insight, The New Breed, The Twilight Zone, Stoney Burke, Alfred Hitchcock presenta, Rawhide (un episodio titulado "Canliss", con Dean Martin, emitido en 1964), Bob Hope Presents the Chrysler Theatre, The Rogues, Bonanza, I Spy, El fugitivo, T.H.E. Cat, The Big Valley, Coronet Blue, y los invasores. Además, tuvo un papel recurrente en cuatro episodios de Dr. Kildare, y fue miembro del repertorio que rotó en la serie alabada por la crítica The Richard Boone Show.

### Carrera como cantante
Laura Devon lanzó un único disco como cantante profesional, el sencillo  "I Like the Look" (cara A)/"Dreamsville" (cara B). Ambas canciones fueron compuestas por Henry Mancini y formaban parte de la banda sonora del film Gunn, último rodado por Devon. 
Devon también cantaba en la banda sonora de la cinta de 1975 Mr. Sycamore, interpretando el tema "Time Goes By", escrito por su entonces marido, Maurice Jarre, y por el letrista Paul Francis Webster.

### Vida personal
En 1962 se casó con Brian Kelly, hijo de Harry Kelly, entonces miembro de la Corte Suprema de Míchigan y antiguo Gobernador del estado. Kelly era actor y, un mes después de casarse, ambos actuaron juntos en la obra teatral de Lillian Hellman Toys in the Attic, representada en el Laguna Beach Summer Theater. Dos años después él se hizo famoso por su papel de Porter Ricks en la serie televisiva Flipper. La pareja se divorció en enero de 1966.
En 1967 se casó con el compositor cinematográfico Maurice Jarre, retirándose de la actuación. La pareja tuvo un hijo. Devon y Jarre se divorciaron en 1984.
Laura Devon falleció por un fallo cardiaco en Beverly Hills, California, el 19 de julio de 2007, a los 76 años de edad. Fue enterrada en el Cementerio Westwood Village Memorial Park, en Westwood (Los Ángeles).

## Selección de su filmografía
| Cine | Cine                  | Cine            | Cine              |
| Año  | Film                  | Papel           | Director          |
| ---- | --------------------- | --------------- | ----------------- |
| 1964 | Goodbye Charlie       | Rusty Sartori   | Vincente Minnelli |
| 1965 | Red Line 7000         | Julie Kazarian  | Howard Hawks      |
| 1966 | Chamber of Horrors    | Marie Champlain | Hy Averback       |
| 1967 | A Covenant with Death | Rosemary        | Lamont Johnson    |
| 1967 | Gunn                  | Edie            | Blake Edwards     |